# Liste der Mitglieder des Abgeordnetenhauses von Berlin (10. Wahlperiode)
Diese Liste beinhaltet alle Mitglieder des Abgeordnetenhauses von Berlin der 10. Legislaturperiode (1985–1989). Zum Senat in dieser Legislaturperiode siehe Senat Diepgen II.

## Präsidium des Abgeordnetenhauses
- Präsident: Peter Rebsch (CDU)
- Stellvertreter des Präsidenten: Alexander Longolius (SPD) und Gabriele Wiechatzek (CDU)
- Beisitzer: Reinhard Führer (CDU), Manfred Paris (CDU), Peter Vetter (CDU), Marianne Brinckmeier (SPD), Ulrich Schürmann (SPD), Bodo Thomas (SPD), Reimund Helms (AL), Karl-Heinz Baetge (FDP)

## Fraktionen
- CDU: Dankward Buwitt (Vorsitzender), Klaus-Rüdiger Landowsky (1. stellv. Vorsitzender), Uwe Lehmann-Brauns (stellv. Vorsitzender), Christian Neuling (stellv. Vorsitzender), Klaus Rettel (Geschäftsführer)
- SPD: Walter Momper (Vorsitzender), Gerhard Schneider (stellv. Vorsitzender und Parl. Geschäftsführer), Helga Korthaase (stellv. Vorsitzende), Ditmar Staffelt (stellv. Vorsitzender), Horst Wagner (stellv. Vorsitzender)
- AL: Heidemarie Bischoff-Pflanz (Vorsitzende), Renate Künast (stellv. Vorsitzende), Peter Lohauß (stellv. Vorsitzender), Matthias Bergmann (Geschäftsführer)
- FDP: Walter Rasch (Vorsitzender), Wolfgang Fabig (stellv. Vorsitzender), Erika Schmid-Petry (stellv. Vorsitzende), Rolf-Peter Lange (Parl. Geschäftsführer)

## Mitglieder
| Name                       | Lebens- daten | Partei | Wahlkreis (WK) / Bezirksliste | Erststimmen in Prozent | Bemerkungen |
| -------------------------- | ------------- | ------ | ----------------------------- | ---------------------- | --- |
| Jürgen Adler               | 1950          | CDU    | WK Wilmersdorf 4              | 53,2                   | |
| Annette Ahme               | 1957          | AL     | Bezirksliste Kreuzberg        | –                      | am 20. April 1987 ausgeschieden, Nachrückerin: Brunhild Enkemann                                                                                         |
| Brigitte Apel              | 1948          | AL     | Bezirksliste Spandau          | –                      | am 21. April 1987 für Luise Preisler-Holl nachgerückt |
| Hans Apel                  | 1932–2011     | SPD    |                               | –                      | Mandat abgelehnt |
| Karl-Heinz Baetge          | 1929–2000     | FDP    | Bezirksliste Neukölln         | –                      | |
| Eckhardt Barthel           | 1939          | SPD    | Bezirksliste Schöneberg       | –                      | |
| Hans-Günter Bauwens        | 1936          | CDU    | WK Reinickendorf 3            | 50,8                   | |
| Raimund Bayer              | 1950          | SPD    | Bezirksliste Tempelhof        | –                      | |
| Wolfgang Behrendt          | 1938          | SPD    | Bezirksliste Spandau          | –                      | |
| Jürgen Biederbick          | 1947–2001     | FDP    | Bezirksliste Schöneberg       | –                      | |
| Dieter Biewald             | 1932–2023     | CDU    | WK Steglitz 7                 | 55,9                   | |
| Dagmar Birkelbach          | 1955          | AL     | Bezirksliste Tiergarten       | –                      | am 20. April 1987 ausgeschieden, Nachrücker: Wolfgang Wieland                                                                                            |
| Heidemarie Bischoff-Pflanz | 1942          | AL     | Bezirksliste Schöneberg       | –                      | Fraktionsvorsitzende – am 20. April 1987 ausgeschieden, Nachrücker: Günter Seiler                                                                        |
| Christa-Maria Blankenburg  | 1934          | CDU    | WK Schöneberg 1               | 46,1                   | |
| Manfred Bode               | 1938–2013     | CDU    | WK Neukölln 10                | 55,4                   | |
| Paul Bonkowski             | 1932–2011     | CDU    | Bezirksliste Wedding          | –                      | am 9. März 1987 für Christian Neuling nachgerückt |
| Franz Braun                | 1935–2019     | CDU    | WK Reinickendorf 1            | 51,3                   | |
| Marianne Brinckmeier       | 1940          | SPD    | Bezirksliste Neukölln         | –                      | |
| Gerhard Bubel              | 1929–2020     | SPD    | Bezirksliste Tiergarten       | –                      | |
| Dankward Buwitt            | 1939          | CDU    | WK Neukölln 9                 | 55,6                   | Fraktionsvorsitzender |
| Sevim Çelebi-Gottschlich   | 1950          | AL     | Bezirksliste Wedding          | –                      | am 21. April 1987 für Stefan Reiß nachgerückt |
| Eberhard Diepgen           | 1941          | CDU    | WK Neukölln 1                 | 46,9                   | Regierender Bürgermeister |
| Otto Edel                  | 1943          | SPD    | Bezirksliste Schöneberg       | –                      | |
| Michael Eggert             | 1950          | AL     | Bezirksliste Charlottenburg   | –                      | am 21. April 1987 für Renate Heitmann nachgerückt |
| Günter Eilers              | 1925–2014     | CDU    | Bezirksliste Tempelhof        | –                      | am 21. September 1988 für Rupert Scholz nachgerückt |
| Brunhild Enkemann          | 1935          | AL     | Bezirksliste Kreuzberg        | –                      | am 21. April 1987 für Annette Ahme nachgerückt |
| Uwe Ewers                  | 1944–2007     | CDU    | WK Reinickendorf 4            | 51,8                   | |
| Wolfgang Fabig             | 1934–2008     | FDP    | Bezirksliste Steglitz         | –                      | |
| Nils Ferberg               | 1931–2017     | SPD    | Bezirksliste Tempelhof        | –                      | |
| Ulf Fink                   | 1942          | CDU    | WK Wedding 5                  | 47,0                   | Senator für Gesundheit und Soziales |
| Klaus Finkelnburg          | 1935          | CDU    | WK Charlottenburg 3           | 62,1                   | |
| Heidemarie Fischer         | 1944–2022     | SPD    | Bezirksliste Wedding          | –                      | am 3. Februar 1986 für Hans Nisblé nachgerückt |
| Klaus Franke               | 1923–2017     | CDU    | WK Steglitz 5                 | 56,1                   | bis 7. April 1986 Senator für Bau- und Wohnungswesen |
| Rudolf Franz               | 1934–1998     | CDU    | WK Tempelhof 7                | 56,9                   | |
| Inge Frohnert              | 1924–2013     | SPD    | Bezirksliste Spandau          | –                      | |
| Reinhard Führer            | 1945          | CDU    | WK Neukölln 7                 | 54,8                   | |
| Andreas Gerl               | 1943          | SPD    | Bezirksliste Schöneberg       | –                      | |
| Peter Gierich              | 1936–2022     | CDU    | WK Wedding 1                  | 44,7                   | |
| Harald Grieger             | 1945–2012     | CDU    | Bezirksliste Schöneberg       | –                      | am 5. September 1985 für Gerhard Lawrentz nachgerückt |
| Rainer Giesel              | 1942–2021     | CDU    | WK Neukölln 8                 | 52,0                   | |
| Michael-Sergij Goryanoff   | 1942          | AL     | Bezirksliste Kreuzberg        | –                      | am 21. April 1987 für Reimund Helms nachgerückt, am 11. Januar 1988 ausgeschieden, Nachrücker: Volker Härtig                                             |
| Gisela Grotzke             | 1948          | SPD    | Bezirksliste Spandau          | –                      | |
| Gunnar Grugelke            | 1950          | AL     | Bezirksliste Wilmersdorf      | –                      | am 21. April 1987 für Stefan Klinski nachgerückt |
| Herwig Haase               | 1945          | CDU    | WK Tempelhof 3                | 52,7                   | |
| Michael Haberkorn          | 1947          | AL     | Bezirksliste Neukölln         | –                      | am 20. April 1987 ausgeschieden, Nachrückerin: Helga Hentschel                                                                                           |
| Volker Härtig              | 1956          | AL     | Bezirksliste Kreuzberg        | –                      | am 12. Januar 1988 für Michael-Sergij Goryanoff nachgerückt                                                                                              |
| Dieter Hapel               | 1951          | CDU    | WK Tempelhof 1                | 54,4                   | |
| Egon Hartung               | 1923–1999     | CDU    | WK Wedding 3                  | 43,4                   | |
| Volker Hassemer            | 1944          | CDU    | WK Wilmersdorf 5              | 62,3                   | Senator für Kulturelle Angelegenheiten |
| Manuel Heide               | 1955          | CDU    | WK Reinickendorf 2            | 51,2                   | |
| Horst Heinschke            | 1928–2014     | CDU    | Bezirksliste Charlottenburg   | –                      | am 1. September 1987 für Hans-Peter Patt nachgerückt |
| Renate Heitmann            | 1938          | AL     | Bezirksliste Charlottenburg   | –                      | am 20. April 1987 ausgeschieden, Nachrücker: Michael Eggert                                                                                              |
| Siegfried Helias           | 1943          | CDU    | WK Charlottenburg 1           | 53,1                   | |
| Reimund Helms              | 1954–2005     | AL     | Bezirksliste Kreuzberg        | –                      | am 20. April 1987 ausgeschieden, Nachrücker: Michael-Sergij Goryanoff                                                                                    |
| Helga Hentschel            | 1953          | AL     | Bezirksliste Neukölln         | –                      | am 21. April 1987 für Michael Haberkorn nachgerückt |
| Dieter Herrmann            | 1937–2018     | CDU    | WK Neukölln 2                 | 48,9                   | |
| Hans-Jürgen Heß            | 1935–2010     | SPD    | Bezirksliste Wedding          | –                      | am 8. November 1985 für Jörg-Otto Spiller nachgerückt |
| Helmut Hildebrandt         | 1931–2010     | SPD    | Bezirksliste Reinickendorf    | –                      | |
| Otto Hoffmann              | 1940          | FDP    | Bezirksliste Charlottenburg   | –                      | |
| Ingrid Holzhüter           | 1936–2009     | SPD    | Bezirksliste Tempelhof        | –                      | |
| Hauke Jessen               | 1934          | CDU    | Bezirksliste Wilmersdorf      | –                      | im Februar 1988 für Dietrich Mahlo nachgerückt |
| Manfred Jewarowski         | 1940          | CDU    | WK Neukölln 4                 | 43,9                   | |
| Kirsten Jörgensen-Ullmann  | 1958          | AL     | Bezirksliste Schöneberg       | –                      | am 21. April 1987 für Hilde Schramm nachgerückt |
| Klaus Jungclaus            | 1942          | SPD    | Bezirksliste Spandau          | –                      | am 22. Mai 1985 ausgeschieden (→ Bezirksamt), Nachrücker: Horst Kliche                                                                                   |
| Axel Kammholz              | 1937–2017     | FDP    | Bezirksliste Steglitz         | –                      | |
| Elga Kampfhenkel           | 1945–2021     | SPD    | Bezirksliste Kreuzberg        | –                      | |
| Frank Kapek                | 1951          | AL     | Bezirksliste Tempelhof        | –                      | am 21. April 1987 für Christiane Zieseke nachgerückt |
| Horst-Achim Kern           | 1943          | SPD    | Bezirksliste Charlottenburg   | –                      | |
| Wilhelm Kewenig            | 1934–1993     | CDU    | WK Charlottenburg 5           | 47,5                   | bis 17. April 1986 Senator für Wissenschaft und Forschung; ab 17. April 1986 Senator für Inneres                                                         |
| Ingvild Kiele              | 1940          | AL     | Bezirksliste Steglitz         | –                      | am 20. April 1987 ausgeschieden, Nachrücker: Hans-Jürgen Kuhn                                                                                            |
| Ekkehard Kittner           | 1942          | CDU    | WK Neukölln 5                 | 46,7                   | |
| Horst Kliche               | 1938–2000     | SPD    | Bezirksliste Spandau          | –                      | am 22. Mai 1985 für Klaus Jungclaus nachgerückt |
| Wolfgang Kliem             | 1936–2003     | CDU    | WK Kreuzberg 3                | 39,7                   | |
| Stefan Klinski             | 1958          | AL     | Bezirksliste Wilmersdorf      | –                      | am 20. April 1987 ausgeschieden, Nachrücker: Gunnar Grugelke                                                                                             |
| Helga Korthaase            | 1938–2023     | SPD    | Bezirksliste Wilmersdorf      | –                      | |
| Friedrich-Wilhelm Krahe    | 1929–2019     | CDU    | Bezirksliste Zehlendorf       | –                      | am 30. Juni 1987 für Heinrich Lummer nachgerückt |
| Dieter Krebs               | 1944          | CDU    | WK Neukölln 3                 | 43,6                   | |
| Hans Kremendahl            | 1948–2015     | SPD    | Bezirksliste Steglitz         | –                      | |
| Ulrich Krüger              | 1929–2018     | CDU    | WK Kreuzberg 4                | 40,8                   | |
| Renate Künast              | 1955          | AL     | Bezirksliste Reinickendorf    | –                      | am 20. April 1987 ausgeschieden, Nachrückerin: Sabine Nitz-Spatz                                                                                         |
| Hans-Jürgen Kuhn           | 1953          | AL     | Bezirksliste Steglitz         | –                      | am 21. April 1987 für Ingvild Kiele nachgerückt |
| Klaus Landowsky            | 1942          | CDU    | WK Zehlendorf 1               | 59,0                   | |
| Rolf-Peter Lange           | 1944–2024     | FDP    | Bezirksliste Wilmersdorf      | –                      | |
| Hanna-Renate Laurien       | 1928–2010     | CDU    | WK Schöneberg 4               | 46,4                   | Senatorin für Schulwesen, Berufsbildung und Sport und ab 17. April 1986 Bürgermeisterin                                                                  |
| Gerhard Lawrentz           | 1945          | CDU    | WK Schöneberg 3               | 45,9                   | am 5. September 1985 ausgeschieden (→ Bezirksamt), Nachrücker: Harald Grieger                                                                            |
| Roman Legien               | 1927–2015     | CDU    | WK Spandau 4                  | 48,1                   | |
| Uwe Lehmann-Brauns         | 1938          | CDU    | WK Zehlendorf 3               | 57,5                   | |
| Karl-Heinz Lesnau          | 1935–1996     | CDU    | WK Schöneberg 2               | 40,5                   | |
| Volker Liepelt             | 1948          | CDU    | WK Tiergarten 1               | 45,4                   | |
| Winfrid Lobermeier         | 1940          | CDU    | WK Wedding 4                  | 42,9                   | |
| Gerd Löffler               | 1927–2004     | SPD    | Bezirksliste Wedding          | –                      | |
| Klaus Löhe                 | 1944–2015     | SPD    | Bezirksliste Neukölln         | –                      | |
| Peter Lohauß               | 1948          | AL     | Bezirksliste Charlottenburg   | –                      | am 20. April 1987 ausgeschieden, Nachrückerin: Sabine Spiesmacher                                                                                        |
| Alexander Longolius        | 1935–2016     | SPD    | Bezirksliste Charlottenburg   | –                      | |
| Hans-Georg Lorenz          | 1943          | SPD    | WK Spandau 2                  | 45,4                   | |
| Heinrich Lummer            | 1932–2019     | CDU    | WK Zehlendorf 2               | 58,5                   | bis 7. April 1986 Bürgermeister und Senator für Inneres – am 30. Juni 1987 ausgeschieden (→ Bundestagsabgeordneter), Nachrücker: Friedrich-Wilhelm Krahe |
| Wolfgang Maerz             | 1941–2001     | SPD    | Bezirksliste Neukölln         | –                      | |
| Dietrich Mahlo             | 1935          | CDU    | WK Wilmersdorf 2              | 50,3                   | am 31. Januar 1988 ausgeschieden (→ Bundestagsabgeordneter), Nachrücker: Hauke Jessen                                                                    |
| Ulrich Manske              | 1954–2013     | CDU    | WK Steglitz 1                 | 49,9                   | |
| Norbert Meisner            | 1942          | SPD    | Bezirksliste Zehlendorf       | –                      | |
| Walter Momper              | 1945          | SPD    | Bezirksliste Kreuzberg        | –                      | Fraktionsvorsitzender |
| Helga Müller               | 1931–2020     | SPD    | Bezirksliste Neukölln         | –                      | |
| Rudolf Müller              | 1938–2016     | CDU    | WK Reinickendorf 6            | 55,2                   | |
| Wolfgang Nagel             | 1944          | SPD    | Bezirksliste Charlottenburg   | –                      | |
| Christian Neuling          | 1943          | CDU    | WK Wedding 2                  | 45,6                   | am 8. März 1987 ausgeschieden (→ Bundestagsabgeordneter), Nachrücker: Paul Bonkowski                                                                     |
| Kurt Neumann               | 1945–2021     | SPD    | Bezirksliste Steglitz         | –                      | am 3. März 1986 für Klaus Riebschläger nachgerückt |
| Joachim Niklas             | 1941          | SPD    | Bezirksliste Wilmersdorf      | –                      | |
| Hans Nisblé                | 1945–2022     | SPD    | Bezirksliste Wedding          | –                      | am 2. Februar 1986 ausgeschieden (→ Bezirksamt), Nachrückerin: Heidemarie Fischer                                                                        |
| Sabine Nitz-Spatz          | 1956–1997     | AL     | Bezirksliste Reinickendorf    | –                      | am 21. April 1987 für Renate Künast nachgerückt |
| Hermann Oxfort             | 1928–2003     | FDP    | Bezirksliste Spandau          | –                      | |
| Erich Pätzold              | 1930          | SPD    | Bezirksliste Wedding          | –                      | |
| Joachim Palm               | 1935–2005     | CDU    | WK Tempelhof 6                | 58,8                   | |
| Manfred Paris              | 1941–2013     | CDU    | WK Tempelhof 2                | 53,9                   | am 31. Oktober 1986 ausgeschieden, Nachrücker: Klaus-Ulrich Reipert                                                                                      |
| Hans-Peter Patt            | 1940          | CDU    | WK Charlottenburg 6           | 48,6                   | am 31. August 1987 ausgeschieden, Nachrücker: Horst Heinschke                                                                                            |
| Dietrich Pawlowski         | 1940          | FDP    | Bezirksliste Tempelhof        | –                      | |
| Elmar Pieroth              | 1934–2018     | CDU    | WK Wilmersdorf 3              | 50,3                   | Senator für Wirtschaft und Arbeit |
| Otto-Wilhelm Pöppelmeier   | 1949          | CDU    | WK Kreuzberg 2                | 35,5                   | |
| Ernst-August Poritz        | 1921–2009     | CDU    | WK Spandau 3                  | 45,8                   | Alterspräsident |
| Luise Preisler-Holl        | 1948          | AL     | Bezirksliste Spandau          | –                      | am 20. April 1987 ausgeschieden, Nachrückerin: Brigitte Apel                                                                                             |
| Manfred Preuss             | 1951          | CDU    | WK Neukölln 6                 | 50,0                   | |
| Walter Rasch               | 1942–2023     | FDP    | Bezirksliste Tempelhof        | –                      | Fraktionsvorsitzender |
| Peter Rebsch               | 1938–2007     | CDU    | WK Spandau 5                  | 55,3                   | Präsident des Abgeordnetenhauses |
| Ilse Reichel-Koß           | 1925–1993     | SPD    | Bezirksliste Reinickendorf    | –                      | |
| Klaus-Ulrich Reipert       | 1940          | CDU    | Bezirksliste Tempelhof        | –                      | am 3. November 1986 für Manfred Paris nachgerückt |
| Stefan Reiß                | 1951          | AL     | Bezirksliste Wedding          | –                      | am 20. April 1987 ausgeschieden, Nachrückerin: Sevim Çelebi-Gottschlich                                                                                  |
| Klaus Riebschläger         | 1940–2009     | SPD    | Bezirksliste Steglitz         | –                      | am 28. Februar 1986 ausgeschieden, Nachrücker: Kurt Neumann                                                                                              |
| Harry Ristock              | 1928–1992     | SPD    | Bezirksliste Charlottenburg   | –                      | |
| Hubert Rösler              | 1937–2024     | CDU    | WK Tempelhof 5                | 55,8                   | |
| Reinhard Roß               | 1950–2021     | SPD    | Bezirksliste Reinickendorf    | –                      | |
| Johannes Rudolf            | 1951          | CDU    | WK Steglitz 2                 | 52,5                   | |
| Diethard Rüter             | 1936–2008     | SPD    | Bezirksliste Reinickendorf    | –                      | |
| Barbara Saß-Viehweger      | 1943          | CDU    | WK Steglitz 6                 | 55,9                   | |
| Wolfgang Schenk            | 1948          | AL     | Bezirksliste Neukölln         | –                      | am 20. April 1987 ausgeschieden, Nachrückerin: Gabriele Vonnekold                                                                                        |
| Heinz Schicks              | 1934–2008     | CDU    | WK Kreuzberg 1                | 42,8                   | |
| Erika Schmid-Petry         | 1943          | FDP    | Bezirksliste Zehlendorf       | –                      | |
| Ekkehard Schmidt           | 1942–2020     | CDU    | WK Spandau 7                  | 46,7                   | |
| Ingo Schmitt               | 1957          | CDU    | WK Charlottenburg 4           | 49,6                   | |
| Doris Schneider            | 1934–2011     | SPD    | Bezirksliste Reinickendorf    | –                      | |
| Gerhard Schneider          | 1942–2019     | SPD    | Bezirksliste Steglitz         | –                      | |
| Hans Ludwig Schoenthal     | 1923–2002     | SPD    | Bezirksliste Neukölln         | –                      | |
| Rupert Scholz              | 1937          | CDU    | WK Tempelhof 4                | 54,7                   | bis 1988 Senator für Justiz und Bundesangelegenheiten – am 15. September 1988 ausgeschieden (→ Bundesminister), Nachrücker: Günter Eilers                |
| Hilde Schramm              | 1936          | AL     | Bezirksliste Schöneberg       | –                      | am 20. April 1987 ausgeschieden, Nachrückerin: Kirsten Jörgensen-Ullmann                                                                                 |
| Ulrich Schürmann           | 1943          | SPD    | Bezirksliste Wilmersdorf      | –                      | |
| Diethard Schütze           | 1954          | CDU    | WK Reinickendorf 5            | 50,9                   | |
| Günter Seiler              | 1946          | AL     | Bezirksliste Schöneberg       | –                      | am 21. April 1987 für Heidemarie Bischoff-Pflanz nachgerückt                                                                                             |
| Heinz-Viktor Simon         | 1943–2019     | CDU    | WK Steglitz 3                 | 54,5                   | |
| Sabine Spiesmacher         | 1953          | AL     | Bezirksliste Charlottenburg   | –                      | am 21. April 1987 für Peter Lohauß nachgerückt |
| Jörg-Otto Spiller          | 1942          | SPD    | Bezirksliste Wedding          | –                      | am 7. November 1985 ausgeschieden (→ Bezirksamt), Nachrücker: Hans-Jürgen Heß                                                                            |
| Fredy Stach                | 1936–2007     | SPD    | WK Spandau 8                  | 46,6                   | |
| Ditmar Staffelt            | 1949          | SPD    | Bezirksliste Tempelhof        | –                      | |
| Helmut Stange              | 1934          | SPD    | Bezirksliste Neukölln         | –                      | |
| Eckard Stuff               | 1956          | SPD    | Bezirksliste Reinickendorf    | –                      | |
| Burkhardt Thiemann         | 1946          | SPD    | Bezirksliste Tiergarten       | –                      | am 9. September 1986 für Gottfried Wurche nachgerückt |
| Bodo Thomas                | 1932–1995     | SPD    | Bezirksliste Reinickendorf    | –                      | |
| Peter Tiedt                | 1945          | FDP    | Bezirksliste Reinickendorf    | –                      | am 30. April 1985 für Horst Vetter nachgerückt |
| Jürgen Tietze              | 1935          | CDU    | WK Steglitz 4                 | 54,1                   | |
| Michael Tolksdorf          | 1942          | FDP    | Bezirksliste Reinickendorf    | –                      | |
| Horst Vetter               | 1927–2022     | FDP    | Bezirksliste Reinickendorf    | –                      | bis 7. April 1986 Senator für Stadtentwicklung und Umweltschutz – am 30. April 1985 ausgeschieden, Nachrücker: Peter Tiedt                               |
| Peter Vetter               | 1941–2009     | CDU    | WK Tiergarten 2               | 48,2                   | |
| Hubert Vogt                | 1936–2016     | CDU    | WK Reinickendorf 9            | 48,3                   | |
| Gabriele Vonnekold         | 1952–2024     | AL     | Bezirksliste Neukölln         | –                      | am 21. April 1987 für Wolfgang Schenk nachgerückt |
| Robert Wachs               | 1921–1989     | CDU    | WK Schöneberg 5               | 47,0                   | |
| Horst Wagner               | 1931–2011     | SPD    | Bezirksliste Neukölln         | –                      | |
| Jürgen Wagner              | 1934–2023     | SPD    | Bezirksliste Tempelhof        | –                      | |
| Gabriele Wiechatzek        | 1948          | CDU    | WK Reinickendorf 8            | 53,1                   | |
| Rolf Wiedenhaupt           | 1958          | CDU    | WK Charlottenburg 2           | 51,6                   | |
| Wolfgang Wieland           | 1948–2023     | AL     | Bezirksliste Tiergarten       | –                      | am 21. April 1987 für Dagmar Birkelbach nachgerückt |
| Klaus-Hermann Wienhold     | 1949          | CDU    | WK Spandau 1                  | 45,6                   | |
| Jürgen Wingefeld           | 1943          | SPD    | Bezirksliste Steglitz         | –                      | |
| Jürgen Wohlrabe            | 1936–1995     | CDU    | WK Spandau 6                  | 49,8                   | |
| Edmund Wronski             | 1922–2020     | CDU    | WK Reinickendorf 7            | 60,8                   | Senator für Verkehr und Betriebe |
| Ekkehard Wruck             | 1942–2003     | CDU    | WK Wilmersdorf 1              | 51,1                   | |
| Gottfried Wurche           | 1929          | SPD    | Bezirksliste Tiergarten       | –                      | am 9. September 1986 ausgeschieden, Nachrücker: Burkhardt Thiemann                                                                                       |
| Christiane Zieseke         | 1948          | AL     | Bezirksliste Tempelhof        | –                      | am 20. April 1987 ausgeschieden, Nachrücker: Frank Kapek                                                                                                 |